# Relaciones Corea del Sur-Uruguay
Las relaciones Corea del Sur-Uruguay son las relaciones exteriores entre Corea del Sur y Uruguay. Las relaciones exteriores entre la República de Corea y el Uruguay se establecieron en 1964. Corea del Sur tiene una embajada en Montevideo. Uruguay tiene una embajada en Seúl.
Las relaciones exteriores entre la República de Corea y el Uruguay se establecieron en 1964.
En 2014 Corea del Sur y Uruguay cumplieron 50 años de relaciones bilaterales. Durante la guerra de Corea [1950 a 1953] Uruguay colaboró con 70 mil mantas. 
La cultura surcoreana no sólo está presente en los movimientos culturales y populares. Uruguay tiene un intercambio comercial con el país asiático que oscila entre los 300 y 500 millones de dólares. En 2014 fue de 328 millones de dólares. En 2015,hasta octubre, alcanzaba los 235 millones de dólares. El año pasado Uruguay exportó a Corea del Sur 255 millones de dólares en pulpa de celulosa, madera aserrada, cuero vacuno, carne, materias primas textiles naturales, pescado, productos lácteos, lingotes de cobre, hierro de segunda mano y medicamentos. En tanto, en 2014,Uruguay le compró a Corea un total de 73 millones de dólares en vehículos, vagones de carga, cables electrónicos, chapas de acero laminadas en frío, teléfonos inalámbricos, radiadores de calefacción, resinas sintéticas, transistores, acero plateado y autopartes. 
Hay algunos expatriados coreanos en Uruguay. Corea del Sur es también un socio comercial importante para Uruguay.